# Malcolm Jennings Rogers
Malcolm Jennings Rogers (Fulton, Nova York, 1890– San Diego, 1960) va ser un arqueòleg estatunidenc pioner al sud de Califòrnia, Baixa Califòrnia i Arizona.

## Biografia
Va estudiar geologia minera a la Universitat de Syracuse i d'antuvi va treballar com a geòleg miner. Després de servir al Marines durant la Primera Guerra Mundial, el 1919 es va traslladar a Escondido (Califòrnia) i es va dedicar al cultiu de cítrics. No obstant això, aviat es va involucrar amb l'arqueologia local i associat amb el Museu de l'Home de San Diego. Es va mudar a San Diego i hi treballà com a conservador a temps complet en 1930, continuant en aquest càrrec fins a la seva renúncia el 1945. Alguns problemes de salut i personals provocaren un parèntesi en el seu treball arqueològic, que es va reprendre en 1958 com a investigador associat al museu. Estava treballant en les seves notes i col·leccions anteriors en 1960, quan un accident de trànsit causà la seva mort (Ezell 1961; Pourade 1966; Hanna 1982).
El treball de camp de Rogers inclou una àmplia enquesta i treballs d'excavació a la zona costanera del comtat de San Diego i el nord-oest de la Baixa Califòrnia, així com als deserts de Califòrnia, a l'est. Va identificar i va nomenar els complexos arqueològics San Dieguito, La Jolla, Amargosa i Yuman complexos arqueològics (Rogers 1929a, 1929b, 1939, 1945, 1966; Warren 1966). També va elaborar un dels estudis etnoarqueològics més primerencs sobre la terrissa entre els supervivents indígenes de la seva regió (Rogers 1936).
Les contribucions de Rogers de vegades confonen als seus successors, com en el cas de la seva nomenclatura canviant per al Complex San Dieguito i les seves fases constituents. Treballà principalment abans de l'adveniment de la datació per radiocarboni, s'adherí a una curta cronologia per a la prehistòria regional, que posteriorment ha estat descartada. Les seves observacions publicades, notes manuscrites, i col·leccions de ceràmiques aborígens mai es van treballar en una tipologia en tota regla, i els analistes posteriors les han interpretat amb molt diferents conclusions (Schroeder 1958; May 1978; Van Camp 1979; Waters 1982a, 1982b). Un investigador va assenyalar que els informes de Rogers "sovint presenten les seves formulacions sense detallar les proves en què es funden" (Ezell 1961:533). Tanmateix, aquestes formulacions segueixen sent el punt de partida per a la majoria de la investigació a la regió, i les seves observacions de les que moltes posteriorment s'ha perdut el registre arqueològic s'han tornat indispensables.